# Batson Dome Field
Das Batson Dome Field ist eine Erdöllagerstätte in Hardin Country, Texas (USA). Es  liegt etwa 50 Meilen nordöstlich von Houston und verfügt über mehrere Produktionszonen.
Dieses Ölfeld mit einer Grundfläche von rund 500 Hektar befindet sich in einem flachen bewaldeten Gebiet nördlich der Siedlung Batson, was einen einfachen Zugang für die Bohr- und Wartungsarbeiten ermöglicht.  Die ersten Bohrungen fanden bereits in den frühen 1900er Jahren statt, wo bereits in einer Tiefe von rund 800 Metern das erste Öl gefördert wurde. Das Vorkommen liegt in einer Schicht aus porösem mineralischen Material, zumeist Sandstein oder Schiefer, das nach oben durch undurchlässige Schichten wie Ton oder Salz, abgedichtet ist.
Seit 2011 fördert das Unternehmen Vanguard Energy Corporation mit sieben Bohrtürmen rund 120 Barrel pro Tag. Das Unternehmen plant weitere zusätzliche Bohrungen bis in eine Tiefe von etwa 3.000 bis 4.000 Meter.